# 南江齿蟾
南江齿蟾（学名：Oreolalax nanjiangensis），一种分布于中国西部地区的两栖动物，隶属于角蟾科齿蟾属。模式产地为四川省南江县光雾山。其种加词“nanjiangensis”意为“四川省南江县的”。

## 形态特征
成年雄蟾体长53～60毫米，雌蟾体长53～58毫米。背面皮肤粗糙，黄褐色，疣粒部位有黑褐色圆斑；腹面光滑，暗黄褐色。第31–36期蝌蚪全长74毫米，头体长28毫米左右，尾长为头体长的164%；体背面灰棕色，体尾均无斑。

## 保护
本种于2023年被收录入《有重要生态、科学、社会价值的陆生野生动物名录》。